# Робинсон, Робби
Робби Робинсон (родился 24 мая 1946 г.) — профессиональный американский бодибилдер, персональный тренер, актёр и писатель. К числу его побед относятся такие титулы как IFBB Мистер Америка, Мистер Мира и Мистер Вселенная. Робинсон стал самым первым Мистером Олимпия Мастерс в 1994 году, обойдя знаменитого Халка (Лу Ферриньо), и продолжил ряд побед в соревнованиях Masters Olympia в последующие годы в подразделении 50+ в 1997 г. и 2000 г.
Робби Робинсона называют Чёрным Принцем. — впервые это имя было дано Робинсону после его победы в 1975 году Джо Уайдером, приравнявшим Робинсона к всемирно известным «Австрийскому дубу» Арнольду Шварценеггеру, «Мифу» Серхио Олива, «Воину из Сардинии» Франко Колумбу и немногим другим выдающимся культуристам, чьи профессиональные прозвища стали не менее популярны среди любителей бодибилдинга, чем настоящие имена спортсменов.
После 27 лет успешной карьеры в профессиональном бодибилдинге и более 50 завоеванных абсолютных титулов Робинсон оставил соревнования в возрасте 56 лет, но до сих пор продолжает активную деятельность в качестве лайф-стайл тренера, обучая своих клиентов здоровому образу жизни и классическому бодибилдингу, создавая ультимативную культуру физического развития и здорового долголетия посредством разработанной им системы тренировок, питания и здорового образа жизни.

## Биография

### Ранние годы
Робинсон родился в 1946 году в городе Дамаск (штат Джорджия) и вырос в городе Таллахасси (штат Флорида). С детства кумиром будущего спортсмена был Джек Ла Лэйн, поэтому увлечение спортом пришло к мальчику ещё в возрасте пяти лет, и в 12 лет Робби был включен тренером в школьную сборную, а к 15 годам (в старших классах) Робинсон стал футбольным и спринтерским кумиром школы. По окончании школы Робинсон посещал Florida A&M University, где активно занимался как американским футболом так и спринтерским бегом. Ещё подростком Робби заметил, как быстро его мышцы увеличиваются от тренировок, и увлекся бодибилдингом. Как таковых, материалов по правильной тренировке мышц тогда не существовало и первый комплекс упражнений Робинсон продумывал для себя сам. Свой первый тренажерный зал юноша оборудовал со своими друзьями фактически из металлолома. Робинсон успел принять участие в более чем 300 любительских соревнованиях, когда в 1975 году Джо Уайдер прислал ему приглашение приехать в Мекку бодибилдинга Венис Бич (город Лос-Анджелес, штат Калифорния).

### Профессиональные годы
В 70-х годах Венис фактически стал новой Меккой бодибилдеров. Для Робинсона, выросшего во Флориде и не привыкшему к отсутствию расовой дискриминации, дружеские отношения между черными и белыми превратили Калифорнию в настоящий рай. Он продолжил тренироваться в легендарном Gold’s Gym с ещё большим воодушевлением. Став профессиональным членом IFBB, Робинсон принимал участие в соревнованиях на протяжении дальнейших 27 лет. На его счету такие титулы как «Мистер Америка», «Мистер Мира» и «Мистер Вселенная». И, тем не менее, по словам спортсмена, Робинсона возмущала коррумпированность соревнований и «стероидный бум», разгоравшийся в то время.
В 1975 году Робинсом в числе наилучших бодибилдеров стал актером в фильме «Pumping Iron», «Качая железо», с участием Арнольда Шварценеггера, Лу Фериньо, Франко Коломбо, Эда Корни, Кена Уоллера, Майка Катца, Фрэнка Зейна и др. В 1977 году засветился в эпизоде серии «Dead Lift сериала «Улицы Сан-Франциско». В 1979 году Робинсон стал победителем самого первого соревнования из ряда «Гран При Ночь Чемпионов».
В 1979 тело Робинсона использовали в качестве натуры для создания знаменитого бюста Джо Уайдера. Фактически скульптура представляет собой комбинацию туловища Робби и головы Уайдера.
В 80-х Робинсон переехал в Амстердам. Он продолжил соревноваться, заниматься тренерской деятельностью и распространять «искусство бодибилдинга» (как он сам называл этот спорт) по всему миру: в Германии, Венгрии, Испании, Италии, Японии и Южной Африке. В 1994 году он завоевал титул Мистер Олимпия Мастерс", обойдя знаменитого Халка, Лу Ферриньо. Всего, до ухода из профессионального спорта в 2001 году, когда Робинсон в возрасте 56 лет оставил соревнования, им было завоевано более 50 титулов.
За всю историю бодибилдинга вряд ли найдется человек, с большей гордостью рассуждавший об этом спорте, чем Робинсон. По его словам тело — это Божий дар, который можно превратить в настоящее произведение искусства при правильном питании и тренировках. Свои гантели Робинсон поэтично называет «кистями художника», с помощью которых он создал свою скульптуроподобную фигуру.
Самой выдающейся частью своего тела Робинсон считает бицепсы, и не зря. С руками «чернокожего демона» (как его называют за глаза) могут поспорить разве что руки Шварценеггера. О знаменитых бицепсах Робинсона сам Арнольд Шварценеггер также писал в своей «Энциклопедии современного бодибилдинга». Возможно, подобной формы Робинсону удалось добиться подготовкой к соревнованиям не за 2 — 3 месяца, как это делают многие спортсмены, а за 4 — 5. Любимые упражнения спортсмена — приседания, жим лежа, тяга штанги к поясу, подъем на бицепс, трицепс на блоке, подъем на икры и «сжимания» на пресс. По словам Робинсона, перед получением титула «Мистер Америка» он делал только эти упражнения.
Сейчас, в возрасте более 60 лет, вернувшись обратно в Венис Бич, Калифорния, Робби продолжает интенсивно тренироваться, о чём свидетельствуют его документальные фильмы ДВД «БИЛТ» и ДВД «Мастер-класс с Робби Робисоном».
Его веб-сайт и блог «Дневник Чёрного Принца» вдохновляют людей вести здоровый образ жизни и следить за своей физической формой, а его мудрые и лаконичные высказывания неизменно возвращают людей к мыслям о самой сути бодибилдинга: искусстве физической красоты и гармонии. В ходе своего Мастер-класса и онлайн консультаций Робинсон делится своим многолетним опытом и знаниями в области здорового образа жизни и долголетия.

## Книги и ДВД Робби Робинсона
- «The Black Prince: My Life in Bodybuilding; Muscle vs. Hustle» — книга Робби Робинсона «Черный Принц: Моя жизнь в бодибилдинге»- мемуары легенды бодибилдинга Робби Робинсона о его уникальном жизненном опыте и различных системах тренировок, о других легендах Золотой Эры бодибилдинга и о событиях, которые на самом деле происходили за кулисами империи братьев Бена и Джо Уайдера (книга предлагается как в печатном, так и в электронном виде).
- «BUILT» DVD — ДВД Робби Робинсона «БИЛТ» — самый первый документальный спортивный фильм, в 2007 году получивший приз REMI на Международном Кинофестивале в Хьюстоне. В ходе увлекательных интервью и демонстраций тренировок Робби Робинсона «БИЛТ» раскрывает уникальную философию легендарного культуриста, его взгляды на бодибилдинг, системы тренировок и здоровый образ жизни.
- «Master Class with Robby Robinson» DVD — ДВД Робби Робинсона «Мастер-класс с Робби Робинсоном» — документальный фильм о его Master-Class семинаре для тех, кто желает провести время в Мекке бодибилдинга Венис Бич и приобщитья к исключительному образу жизни классического бодидибилдинга (в фильме также участвуют Мистер Британии Иан Дукетт и эксперт по биомеханике Дин Муррей).

## Основные титулы
- 2000 — Mr. Olympia — Masters Over 50, 1-е место
- 1997 — Mr. Olympia — Masters Over 50, 1-е место
- 1994 — Mr. Olympia — Masters — IFBB, победитель
- 1991 — Musclefest Grand Prix — IFBB, победитель
- 1989 — World Pro Championships — IFBB, победитель
- 1988 — Niagara Falls Pro Invitational — IFBB, победитель
- 1981 — Mr. Universe — Pro — NABBA, победитель
- 1979 — Pittsburgh Pro Invitational — IFBB, победитель
- 1979 — Night of Champions — IFBB, победитель
- 1979 — Grand Prix New York — IFBB, победитель
- 1979 — Best in the World — IFBB, Professional, 1-е место
- 1978 — Professional World Cup — IFBB, победитель
- 1978 — Night of Champions — IFBB, победитель
- 1978 — Mr. Olympia Heavyweight, 1-е место
- 1977 — Mr. Olympia — IFBB, Tall, 1-е место
- 1976 — Mr. Universe — IFBB, MiddleWeight, 1-е место
- 1976 — Mr. Universe — IFBB, Абсолютный победитель
- 1976 — Mr International — IFBB, Medium, 1-е место
- 1976 — Mr International — IFBB, Абсолютный победитель
- 1975 — Mr. Universe — IFBB, Medium, 1-е место
- 1975 — Mr World — IFBB, Medium, 1-е место
- 1975 — Mr World — IFBB, Абсолютный победитель
- 1975 — Mr America — IFBB, Medium, 1-е место
- 1975 — Mr America — IFBB, Абсолютный победитель

## Внешние источники
- Блог Робби Робинсона «Дневник Чёрного Принца»
- Официальный веб-сайт Робби Робинсона
- «БИЛТ» ДВД — документально-инструкционный фильм
- «Мастер-класс с Робби Робинсоном» ДВД — документально-инструкционный фильм
- «The Black Prince: My Life in Bodybuilding; Muscle vs. Hustle» книга
- Официальная страница Робби Робинсона на Facebook
- Официальный видео-канал Робби Робинсона на Youtube
- Официальная страница Робби Робинсона на Twitter
- Официальная страница Робби Робинсона на Google+
- Robinson’s claims regarding Schwarzenegger
- Робинсон, Робби (англ.) на сайте Internet Movie Database
- Robby Robinson Архивная копия от 18 августа 2017 на Wayback Machine — biography and content history at bodybuildingpro.com